# Brunhuvad kungsfiskare
Brunhuvad kungsfiskare (Halcyon albiventris) är en fågel i familjen kungsfiskare inom ordningen praktfåglar.

## Utseende och läte
Brunhuvad kungsfiskare är en medelstor medlem av familjen med blå stjärt och blå vingpenor, mörk brun och mörkare skuldror ocbh gråbrunt streckat huvud. Näbben är rödaktig med mörk spets. I flykten syns tydligt kanelbruna vingundersidor. Lätet är ett kort och fallande "ki-ti-ti-ti-it". Gråhuvad kungsfiskare liknar brunhuvad kungsfiskare, men har kastanjebrun buk, gråare huvud och vingundersidorna är vita och roströda, ej helt rostfärgade.

## Utbredning och systematik
Brunhuvad kungsfiskare delas in i fyra underarter med följande utbredning:
- Halcyon albiventris albiventris – Västra Kapprovinsen till KwaZulu-Natal, övervintrar i sydöstra Zimbabwe
- Halcyon albiventris vociferans – östra Botswana till södra KwaZulu-Natal, södra Moçambique och Orange Free State
- Halcyon albiventris orientalis – kustnära Somalia till norra Botswana och Moçambique
- Halcyon albiventris prentissgrayi – sydöstra Kenya, Kongo-Brazzaville, Kongo-Kinshasa, Angola och Zambia

## Levnadssätt
Brunhuvad kungsfiskare hittas i öppet skogslandskap, flodnära skogar, skogsbryn och jordbruksmark. Den ses enstaka eller i par.

## Status och hot
Arten har ett stort utbredningsområde, men tros minska i antal, dock inte tillräckligt kraftigt för att den ska betraktas som hotad. Internationella naturvårdsunionen IUCN listar arten som livskraftig (LC).

## Bilder

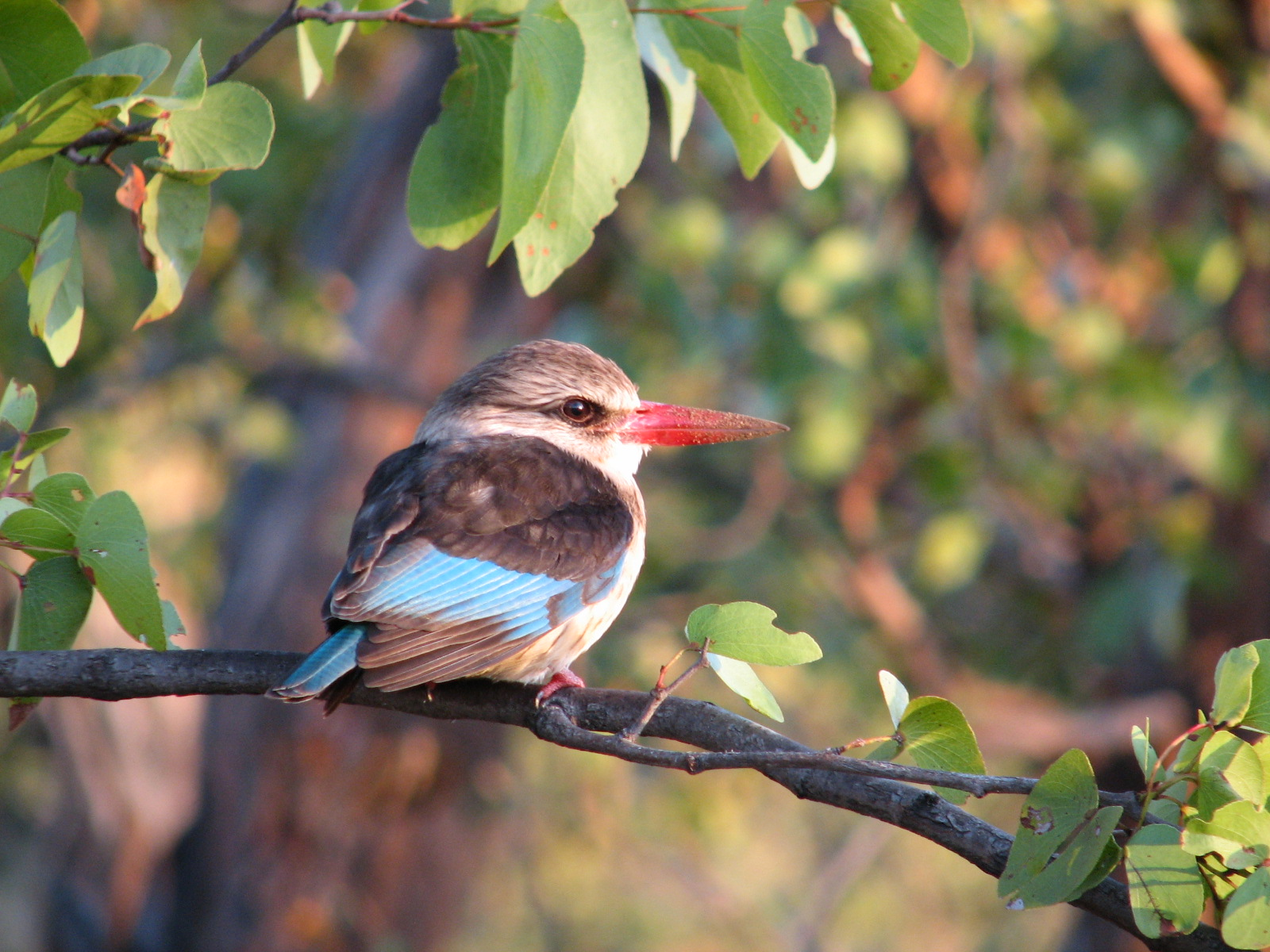
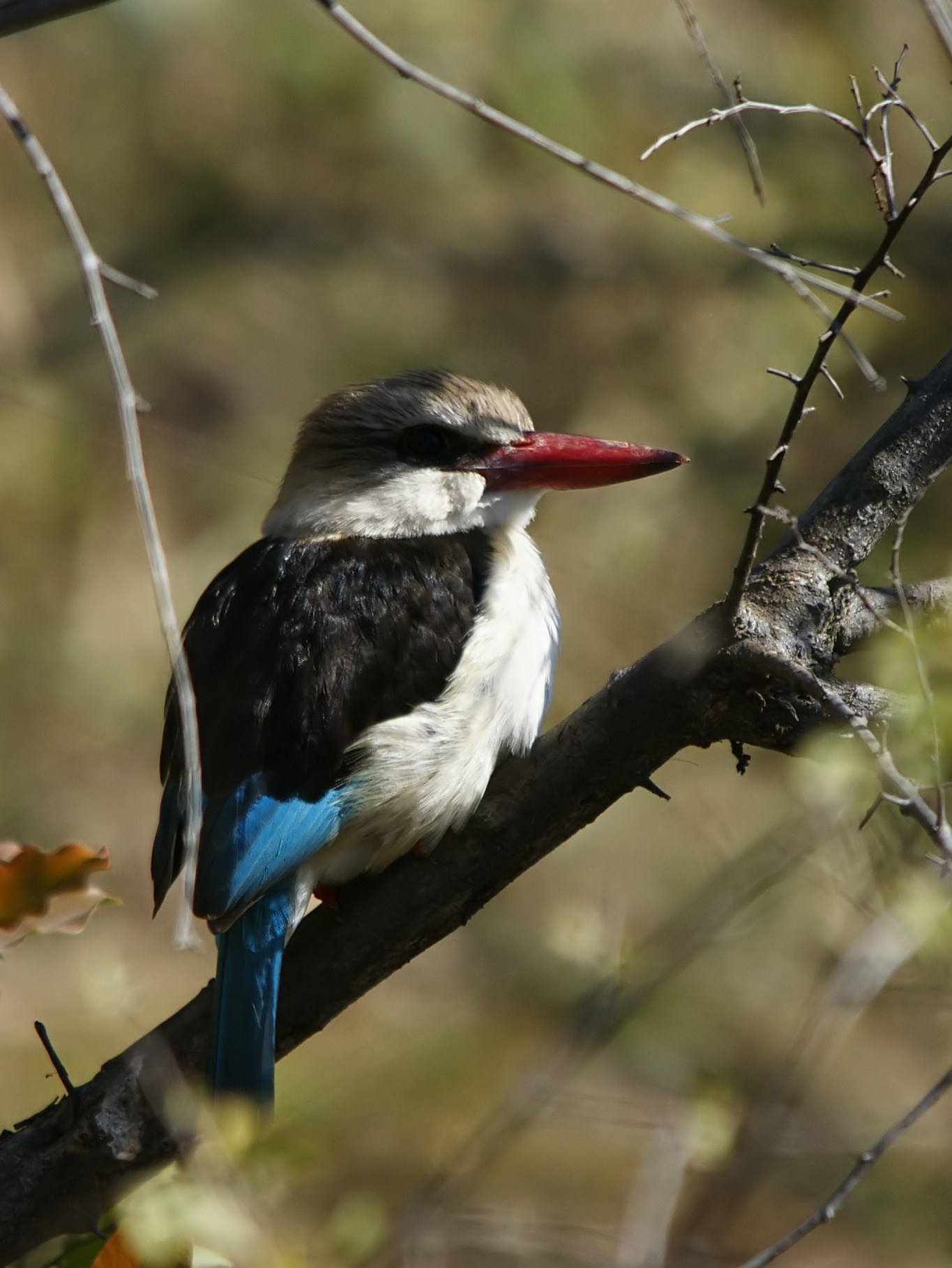
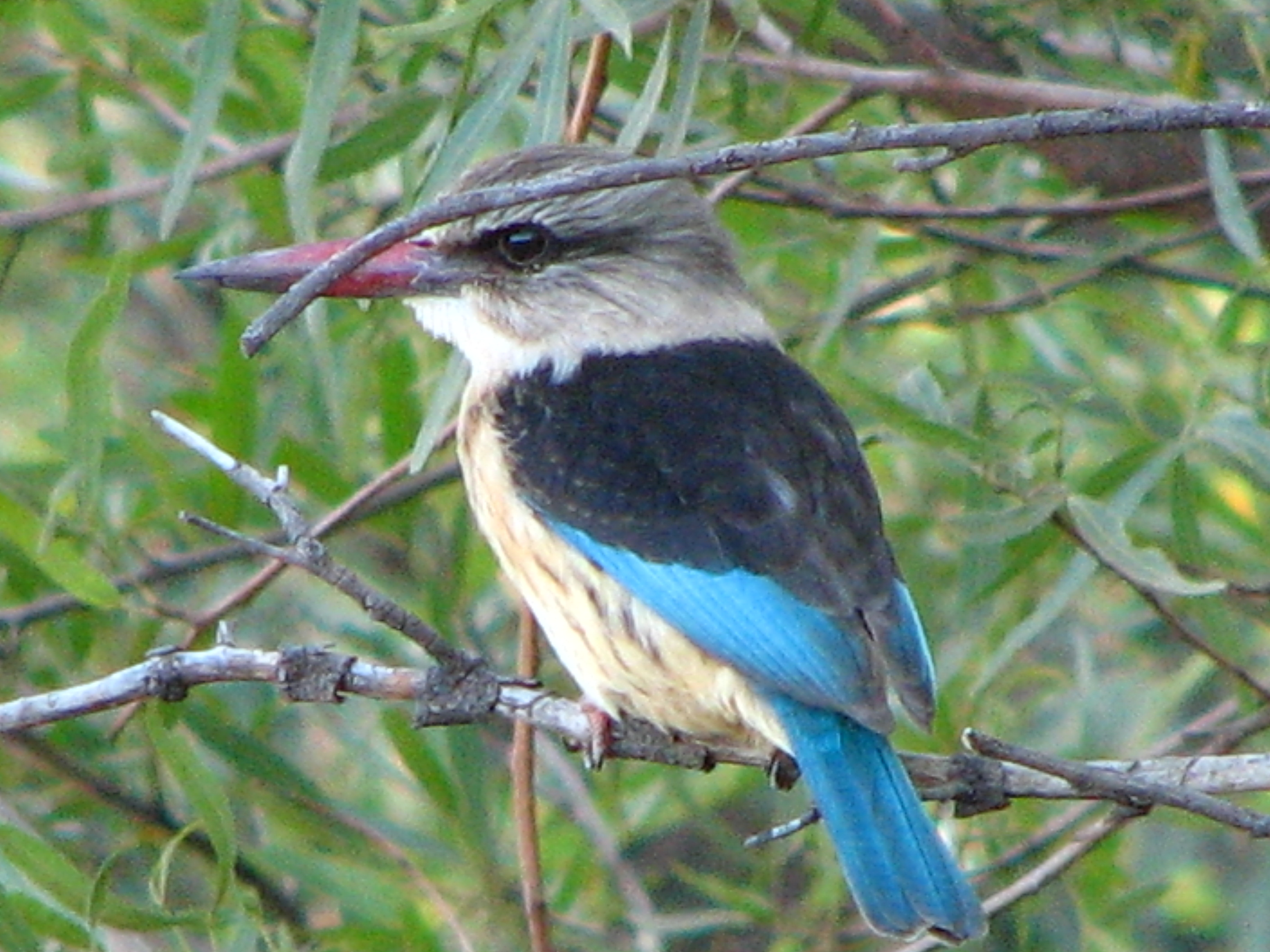
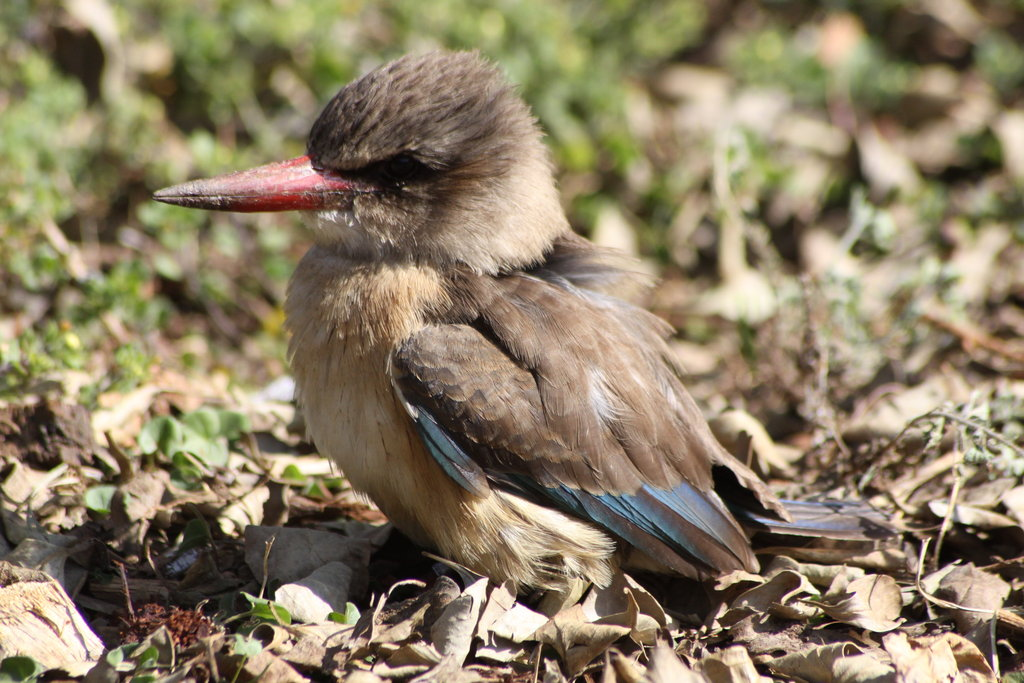
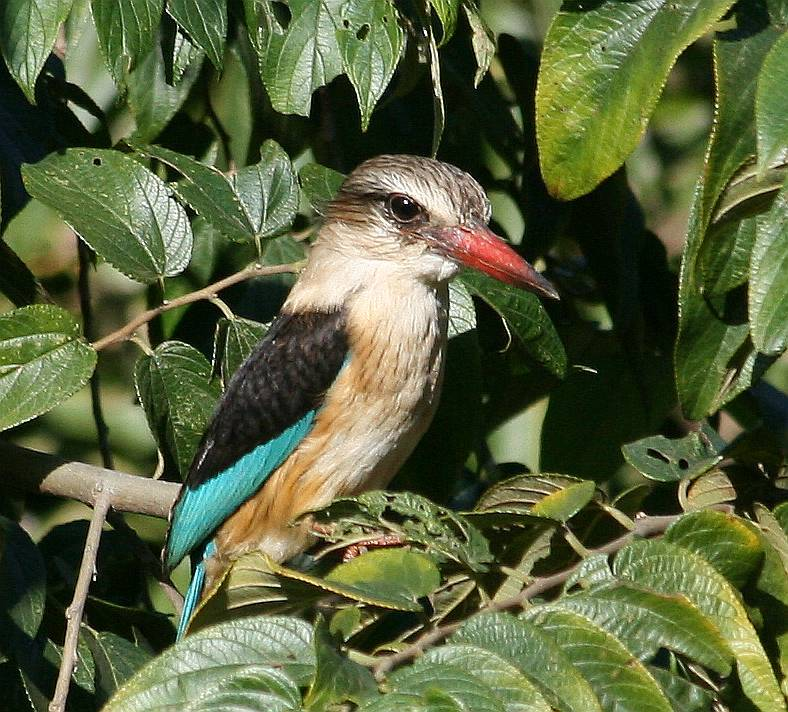
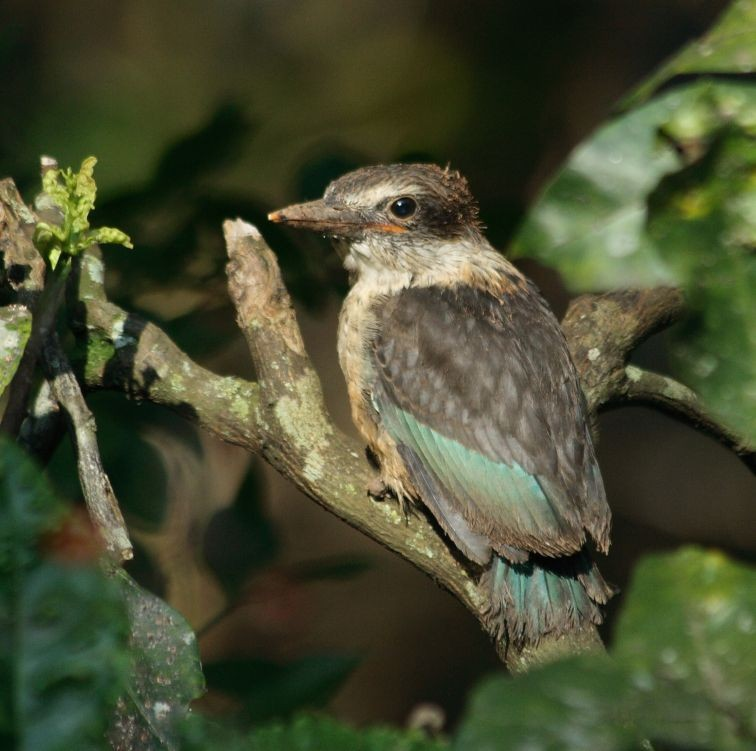